# Franz Fischer (fotograf)
 For alternative betydninger, se Franz Fischer. (Se også artikler, som begynder med Franz Fischer)
Franz Fischer virkede som tysk censor under Besættelsen i Danmark. Som amatørfotograf tog han et større antal fotografier fra København og omegn. 
Samlingen er nu tilknyttet Frihedsmuseet og tilgængelig fra Nationalmuseets hjemmeside.